# Метлицкий, Лев Павлович
Лев Павлович Метлицкий (род. 18 апреля 1930, Минск) — советский государственный и политический деятель. Кандидат экономических наук.

## Биография
Окончил Минский политехникум (1950), Ленинградский электротехнический институт им. В.И.Ульянова (Ленина) (ЛЭТИ) (1955) и Белорусский государственный институт народного хозяйства им. В.В.Куйбышева (1972).
В 1950-1953 гг. — радиотехник, электросветотехник, инженер связи Минского аэропорта.
В 1956—1957 гг. — преподаватель, старший мастер производственного обучения, заместитель директора по учебно-производственной работе технического училища № 6, г. Барановичи Брестской области Белорусской ССР.
1957 г. — инженер-конструктор Минского станкостроительного завода им. Ворошилова.
В 1957—1962 гг. — инструктор, заместитель заведующего Промышленно-транспортного отдела ЦК КП Беларуси.
В 1962—1963 гг. — 1-й секретарь Барановичского городского комитета КП(б) Беларуси (Брестская область).
В 1963—1964 гг. — 1-й секретарь Брестского промышленного областного комитета КП Беларуси.
В 1965—1967 гг. — 1-й секретарь Минского городского комитета КП Беларуси.
В 1967—1972 гг. — заместитель директора Научно-исследовательского института экономики и экономико-математических методов планирования при Государственном плановом комитете Совета Министров Белорусской ССР.
В 1972—1977 гг. — заместитель председателя Государственного планового комитета СМ Белорусской ССР — начальник управления Госплана БССР по планированию научно-исследовательских работ и внедрению достижений науки и техники в производство.
В 1977—1980 гг. — руководитель группы советских консультантов при Центральном совете по планированию на Кубе.
В 1980—1985 гг. — заместитель председателя Государственного планового комитета Белорусской ССР.
В 1985—1990 гг. — советник по вопросам планирования Посольства СССР, представитель Госплана СССР в Республике Куба; советник-посланник Посольства СССР в Республике Куба по экономическим вопросам.
В 1995-2005 гг. - руководитель Центра исследований мировой экономики НИЭИ Министерства экономики Республики Беларусь.
Автор более 75 научных работ. Основными направлениями научных исследований были вопросы разработки автоматизированной системы плановых расчетов (АСПР), развития сферы услуг и их учёта в валовом внутреннем продукте, исследования проблем мировой экономики, развития внешнеэкономических отношений и др. Неоднократно назначался представителем и руководителем рабочей группы от БССР в ООН (Швейцария) по вопросам внешнеэкономического сотрудничества.
Член КПСС с 1953 года.
Избирался депутатом Верховного Совета БССР 6-го созыва (1963-1967) и Верховного Совета СССР 7-го созыва (1966-1970).
Награждён Орденом Трудового Красного Знамени (1966) и 6-ю медалями, Почётными грамотами Верховного Совета БССР и Верховного Совета СССР. Награждался Почётными грамотами Совета Министров Республики Беларусь.
Живёт в Минске.